# Pastel (mangá)
Pastel (japonês: ぱすてる, Hepburn: Pasuteru) é um mangá da Shonen criado por Toshihiko Kobayashi e publicado nos Estados Unidos por Del Rey Manga. Tem no momento 130 capítulos.

## Sinopse
Tadano Mugi é um garoto de 15 anos que vive sozinho, sua mãe morreu há alguns anos e seu pai está freqüentemente viajando pois é fotógrafo. Quando seu primeiro amor, Hinako, o deixa, pois vai morar em Tóquio, ele fica compreensivelmente desanimado. Kazuki, melhor amigo de Mugi, o convida para trabalhar na pousada de sua tia, na esperança de ajudar-lo a se livrar da depressão. Até que um dia ele encontra uma garota incrivelmente linda trocando de roupa atrás do restaurante. Yuu, ao invés de ficar brava, o faz pagar ¥120 (aproximadamente $1.05 dólares) por vê-la se trocando. Essa não foi a última vez que ele a vê, pois, no outro dia Kazuki o “força” a ter um encontro com uma amiga da guria que ele estava interessado e por um capricho do destino essa garota era a mesma que ele viu se trocando no outro dia. Nesta hora ele percebe que estava gostando dela. De noite Kazuki manda Mugi ir limpar os banheiros que sem querer vê Yuu tomando banho, no outro dia Mugi vai para se desculpar com ela, mas descobre que Yuu já havia saído da pousada e estava indo pegar a barca para ir embora o mais rápido possível, sabendo disso Mugi corre para tentar se desculpar, mas quando chega a barca já havia partido e ele nem teve chance de se desculpar. Kazuki o aconselha a não desistir e ir atrás dela e lhe entrega o pagamento por trabalhar na pousada de sua tia. Mugi sem saber onde ir, pois não sabia que cidade ela morava nem seu telefone, vai para casa. Chegando em casa ele têm uma surpresa...

## Personagens

### Tadano Mugi
O protagonista masculino da série. Ele passou a maior parte de sua infância vivendo em Onomichi por si mesmo por causa da morte de sua mãe e trabalho de seu pai. Ele é muito auto-suficiente e capaz de fazer trabalhos de casa, fazer reparos diversos, organizar dinheiro do orçamento, e principalmente cozinhar. “Tada” é descrito como simples aparência - seu nome é rotineiramente Moji-no-Mugi "comum" (ou trigo comum ") - . Algumas meninas são atraídas por ele. Na maioria das vezes ele não tem conhecimento de seus sentimentos. Tornou-se muito dedicado a Yuu, a quem ele se apaixonou à primeira vista, mas ele não se confessa a ela por medo de seu relacionamento acabar e ela não ter lugar para viver. Uma vez que as circunstâncias mudaram, ele tem tentado se confessar a ela, mas é muitas vezes prejudicada pela sua própria indecisão ou é interrompido. Ele é propenso a estar em situações comprometedoras com as personagens femininas ou de ter fantasias sexuais com Yuu. Basicamente ele é uma pessoa muito tímida, mas muito dedicado e fiel, fato que pode tentar as personagens femininas a tenta-lo.

### Tsukisaki Yuu
A protagonista feminina da série. Ela aceitou a oferta do Sr. Tadano para viver com Mugi depois que seu pai morreu, porque ela não queria incomodar novo casamento de sua mãe. Ela é uma menina bem-humorada que é inteligente e responsável. Ela é descrita como sendo muito bonita com um corpo bem desenvolvido. Ela é popular na escola e tem facilidade para fazer amigos. Embora às vezes ela negue ter qualquer interesse romântico em Mugi, muitas vezes ela fica com ciúmes quando Mugi está com outras garotas.